# Jolin Tsai
Jolin Tsai (15. rujna 1980.) tajvanska je pjevačica, tekstospisateljica i glumica.

## Diskografija
- 1019 (1999.)
- Don't Stop (2000.)
- Show Your Love (2000.)
- Lucky Number (2001.)
- Magic (2003.)
- Castle (2004.)
- J-Game (2005.)
- Dancing Diva (2006.)
- Agent J (2007.)
- Butterfly (2009.)
- Myself (2010.)
- Muse (2012.)
- Play (2014.)

## Turneje
- J1 World Tour (2004. – 06.)
- Dancing Forever World Tour (2006. – 09.)
- Myself World Tour (2010. – 13.)
- Play World Tour (2015. – 16.)

## Vanjske poveznice
- Jolin Tsai – službene web-stranice

### Ostali projekti
|  | Zajednički poslužitelj ima stranicu o temi Jolin Tsai |